# Lorri Berd
Lorri Berd – wieś w Armenii, w prowincji Lorri. W 2011 roku liczyła 405 mieszkańców.